# Heteroscada xanthina
Heteroscada xanthina är en fjärilsart som beskrevs av Bates 1866. Heteroscada xanthina ingår i släktet Heteroscada och familjen praktfjärilar. Inga underarter finns listade i Catalogue of Life.